# Jag ler, jag dör (musikalbum)
Jag ler, jag dör är ett musikalbum av Kajsa Grytt som släpptes 2013.
Kajsa Grytt: sång, synt på "Du ler, du dör", Birgit Bidder: körsång, Jari Haapalainen: allt annat, inkl. produktion
Alla sångerna är skrivna av Kajsa Grytt utom 2, 3 och 7 som är skrivna av Kajsa Grytt och Jari Haapalainen.
Ensam släpptes som video den 8 maj 2013 och Du ler, du dör som video den 30 augusti 2013.

## Låtförteckning
| Nr | Titel                | Längd |  |
| -- | -------------------- | ----- |  |
| 1. | Du ler, du dör       | 5:16  |  |
| 2. | Stort nog som det är | 6:47  |  |
| 3. | Är jag enkel         | 3:22  |  |
| 4. | Du vet ingenting     | 3:40  |  |
| 5. | Kometer              | 3:30  |  |
| 6. | Ensam                | 5:01  |  |
| 7. | Kunskap är makt      | 3:46  |  |
| 8. | Pang, bom, krasch    | 3:41  |  |
| 9. | Under skinnet        | 4:32  |  |